# Islas Vírgenes de los Estados Unidos en los Juegos Olímpicos de Múnich 1972
Las Islas Vírgenes de los Estados Unidos estuvieron representadas en los Juegos Olímpicos de Múnich 1972 por un total de 16 deportistas masculinos que compitieron en 4 deportes.
El portador de la bandera en la ceremonia de apertura fue el boxeador William Peets. El equipo olímpico virgenense estadounidense no obtuvo ninguna medalla en estos Juegos.